# Ho Yinsen
Professor Ho Yinsen é um personagem do universo da Marvel Comics. Nela Yinsen era um físico chinês e mentor do futuro Homem de Ferro.
Cientista asiático que ajudou Tony Stark a criar a primeira armadura do Homem de Ferro. Yinsen era prisioneiro de guerrilheiros comunistas liderados por Wong-Chu na Guerra do Vietnã e era dado como morto pelo ocidente. Solidarizando-se com Stark - prisioneiro como ele - ajudou-o a criar, em segredo, a armadura que permitiu o herói fugir do cativeiro. Para isso, Yinsen sacrificou a própria vida, distraindo os guardas, enquanto o amigo carregava a energia da armadura.

## Em outras mídias
- Em 1994 apareceu como Wellington Yinsen em O Homem de Ferro, animação da Fox Kids.
- No filme animado O Invencível Homem de Ferro, além da formação científica da versão original, Ho Yen também tem conhecimento das artes místicas, especialmente a lenda do mandarim, que desempenha um papel crucial no filme.
- No filme Iron Man (2008), Yinsen foi transformado num cientista do Oriente Médio, vivido por Shaun Toub.
- Ho Yinsen apareceu no anime Marvel Anime: Iron Man em 2010.
- Apareceu como um médico especialista de Tony Stark em Iron Man - O Homem de Ferro.

## Videogames
- Shaun Toub reprisou seu papel como Yinsen no videogame Homem de Ferro.